# Nicolae Samsonovici
Nicolae Samsonovici (n. 7 august 1877, Ștefănești, județul Dorohoi – d. 15 octombrie 1950) a fost un general român.
În 1895, la vârsta de 16 ani, a intrat la Școala Militară de Ofițeri de Infanterie și Cavalerie din București, pe care a absolvit-o în 1897. La 1 iulie 1897 a fost avansat în gradul de sublocotenent de infanterie, prin decret regal, și a fost repartizat în funcția de comandant de pluton pușcași, la Regimentul 14 Dorobanți Roman. Aici și-a desfășurat activitatea timp de 13 ani, fiind avansat la gradul de locotenent, la 7 aprilie 1900 și căpitan la 10 mai 1907.
Grade: sublocotenent - 01.07.1897, locotenent - 07.04.1900, căpitan - 10.05.1907, maior - 01.04.1913, locotenent-colonel - 15.08.1916, colonel - 01.04.1917, general de brigadă - 30.03.1919, general de divizie - 01.04.1928; la 01.10.1931, a fost numit inspector general al armatei; 1936 - șef al M.St.M.
În toamna anului 1910 a fost trimis să-și completeze pregătirea militară în Școala Superioară de Război , pe care a absolvit-o în anul 1912, numele său fiind înscris pe tabla de onoare a școlii ca șef de promoție.
Ca urmare a rezultatelor foarte bune obținute în școală și în practica desfășurată în unitatea de la Roman a fost repartizat în Marele Stat Major, unde a lucrat până în vara anului 1916 la Secția Operații, cu o mică întrerupere, în anul 1913, când a fost avansat la gradul de maior și a comandat un batalion din Regimentul 14 Dorobanți Roman, în cel de-al doilea război balcanic.
În preajma intrării României în Primul Război Mondial, Nicolae Samsonovici a fost numit în funcția de șef de stat major al Diviziei a 7-a Infanterie Roman. La 15 august 1916, în ziua declanșării ostilităților dintre armata română și armatele Puterilor Centrale, ofițerul a fost înaintat în gradul de locotenent-colonel și numit în funcția de șef de stat-major al Corpului 6 Armată.
La 1 aprilie 1917 a fost avansat colonel, iar la 26 iulie 1917 a fost promovat în funcția de șef de stat-major al Armatei 1-a române, comandată la acea dată de generalul de divizie Constantin Cristescu.
Pentru activitatea de stat-major în Primul Război Mondial, Nicolae Samsonovici a fost distins cu numeroase ordine și medalii românești și străine: „Coroana României”, clasa a V-a, „Mihai Viteazul”, clasa a III-a, „Sfântul Vladimir” și „Sfântul Stanislav” (ambele rusești), „Legiunea de Onoare”, în grad de ofițer, și „Crucea de Război” (ambele franceze), „Sfântul Mihail”, în grad de comandor (Anglia), „Vulturul Alb”, clasa a II-a (Serbia), „Polonia Restituită”, clasa a II-a (Polonia), și multe altele.
A fost decorat cu Ordinul „Mihai Viteazul”, clasa III, pentru modul cum a acționat pentru pregătirea acțiunilor de luptă ale Armatei 1 în Bătălia de la Mărășești, din anul 1917.
„Pentru zelul și destoinicia ce a arătat ca șef de stat major al armatei, în timpul bătăliei de la Mărășești ce s-a desfășuratîntre 24 iulie-7 august 1917. Fiind hotărât, prevăzător și având curajul răspunderii, a ajutat într-un mod înțelept pe comandantul armatei, în conducerea și la obținerea succesului acelor grele operațiuni.”
Înalt Decret no. 5304 din 23 decembrie 1919:p. 149
La 30 martie 1919, Nicolae Samsonovici a fost avansat general de brigadă și, apoi, numit profesor de tactică, istorie și strategie militară (1919-1921) în Școala Superioară de Război și, apoi, comandant al acesteia (1 ianuarie 1922 - 1 ianuarie 1926). În calitate de profesor de tactică a îmbunătățit cursul cu învățămintele reieșite din analiza acțiunilor militare desfășurate în special de armata română în timpul Primului Război Mondial, iar ca profesor de istorie militară a aprofundat studierea documentelor de arhivă și articolele publicate în revistele străine, referitoare la marile bătălii desfășurate în anii 1914-1919, pe diferite teatre de acțiuni, în special în Franța și Peninsula Balcanică, precum și apariția pe câmpul de luptă a aviației și a tancurilor.
A publicat, în trei volume, lucrarea „Conferințe și aplicațiuni de tactică generală”, premiată de Marele Stat Major pentru învățămintele privind lupta în ofensivă și defensivă.
După un stagiu de un an, efectuat la Divizia 19 Infanterie Turnu Severin (1 iunie 1926 - 1 iunie 1927), și de aproape un an în Marele Stat Major (1 iunie 1927 - 1 aprilie 1928), Nicolae Samsonovici a fost avansat la gradul de general de divizie, la data de 1 aprilie 1928, de la 15 noiembrie 1928 fiind promovat în funcția de Șef al Marelui Stat Major al Armatei Române.
La data de 12 august 1932 generalul de divizie Nicolae Samsonovici a fost învestit în înalta funcție de ministru al apărării naționale, în Guvernul Iuliu Maniu (2) (13 iunie - 9 octombrie 1930), funcție pe care a deținut-o apoi în Guvernul Iuliu Maniu (3) (20 octombrie 1932 - 13 ianuarie 1933) și în Guvernul Alexandru Vaida-Voievod (4) (14 ianuarie 1933- 13 noiembrie 1933), preocupându-se cu răspundere de dezvoltarea forțelor armatei și întărirea continuă a capacității de apărare a țării.
La 24 ianuarie 1933, cu ocazia Zilei Unirii, un grup de studenți, în frunte cu preotul Nicolae Georgescu-Edineț, slujitor al bisericii Sf. Anton-Curtea Veche și duhovnicul studenților bucureșteni, doreau să pună o cruce la Mormântul Eroului Necunoscut. Ministrul Apărării, Nicolae Samsonovici, a interzis gestul, motivând că "mormântul reprezintă un simbol nu numai pentru creștini, ci pentru toți cei care s-au jertfit pentru Țara Românească".
La data de 11 decembrie 1934, a fost numit din nou Șef al Marelui Stat Major, pe care l-a condus cu bune rezultate până la 21 februarie 1937.
Intrând în conflict cu câteva personalități ale vremii, care nu înțelegeau necesitatea creșterii bugetului pentru apărarea patriei, a demisionat din cadrele active ale armatei, după 42 de ani de muncă devotată în armată. La 1 iunie 1938 a fost avansat la gradul de general de corp de armată.
În primăvara anului 1950, autoritățile comuniste au redactat un tabel cuprinzând „foști miniștri începând din anul 1918 până la 6 Martie propuși pentru arestare”. Pe listă figura și Nicolae Samsonovici. Ca urmare, a fost arestat de Securitate în noaptea de 5/6 mai 1950 și întemnițat în închisoarea de la Sighet, unde a murit în condiții de exterminare, sâmbătă 16 septembrie 1950 (după alte surse la 15 octombrie 1950, când împlinea 83 de ani.) A fost îngropat în Cimitirul Săracilor de pe malul râului Tisa, fără să i se poată identifica, până acum, mormântul.

## Decorații
- Ordinul „Mihai Viteazul”, clasa III, 23 decembrie 1919[2]:p. 149